# Sprogø
Sprogø est un îlot danois situé dans le détroit du Grand Belt, entre l'île de Seeland et l'île de Fionie.
Sprogø signifie « île de langue » en danois, de sprog (langue) et ø (île). Elle est parfois appelée localement « l'île du milieu ».

## Géographie
Sprogø s'étend sur 154 hectares.
Elle fait quatre fois sa taille naturelle d'origine après avoir été artificiellement étendue pour la construction du complexe du pont du Grand Belt.
Elle se trouve en mer, à peu près à mi-chemin entre la ville de Nyborg sur l'île de Fionie et la ville de Korsør sur Seeland.
Le complexe du pont du Grand Belt, mis en service en 1998 et partie de l'autoroute E20, s'appuie sur cet îlot.
- À l'est de Sprogø, se trouve un pont (pont de l'est (Østbroen) ou pont haut (højbroen)) de 6 790 mètres de long, ainsi qu'un tunnel ferroviaire immergé de 8 kilomètres de long, tous deux vers l'île de Seeland.
- À l'ouest de Sprogø se trouve un pont rail-route (pont de l'ouest (Vestbroen) ou pont bas (Lavbroen)) de 6 611 mètres de long vers l'île de Fionie.

Le sud de l'île est une réserve naturelle fermée au public.

## Histoire
Sprogø n'est plus habitée de nos jours (2005), à cause de sa petite taille et de sa position géographique.
On estime que les premiers habitants furent des fermiers en -4000. Des fouilles furent d'ailleurs effectuées avant la construction du complexe du pont du Grand Belt.
Aux alentours de 1170, le roi Valdemar Ier de Danemark, dit Valdemar le Grand fit ériger une tour de garde pour guider les navires entre l'île de Seeland et l'île de Fionie, et lutter contre les pirates.
Dans les années 1520, Christian II de Danemark installa sur Sprogø des fermiers néerlandais.
De 1922 à 1961, elle fut un centre d'internement pour femmes enceintes sans être mariées et/ou transgressant d'autres mœurs de l'époque et qui étaient considérées comme débiles, asociales  etc. C'est la partie sombre de l'histoire de l'île, ces jeunes filles étant le plus souvent maltraitées (stérilisations forcées par exemple).

## Sprogø dans la fiction
Le centre d'internement de Sprogø est un élément, situé en arrière-plan, d'une partie de l'intrigue du roman policier Dossier 64, de Jussi Adler-Olsen (et adapté au cinéma en 2018 dans Les Enquêtes du département V : Dossier 64 du réalisateur Christoffer Boe).

## Galerie

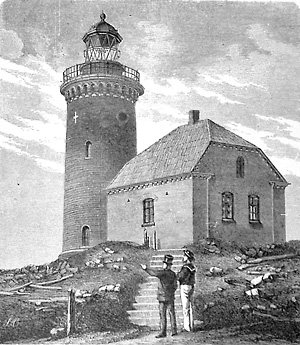
Le phare de Sprogø, fin XIXe siècle.
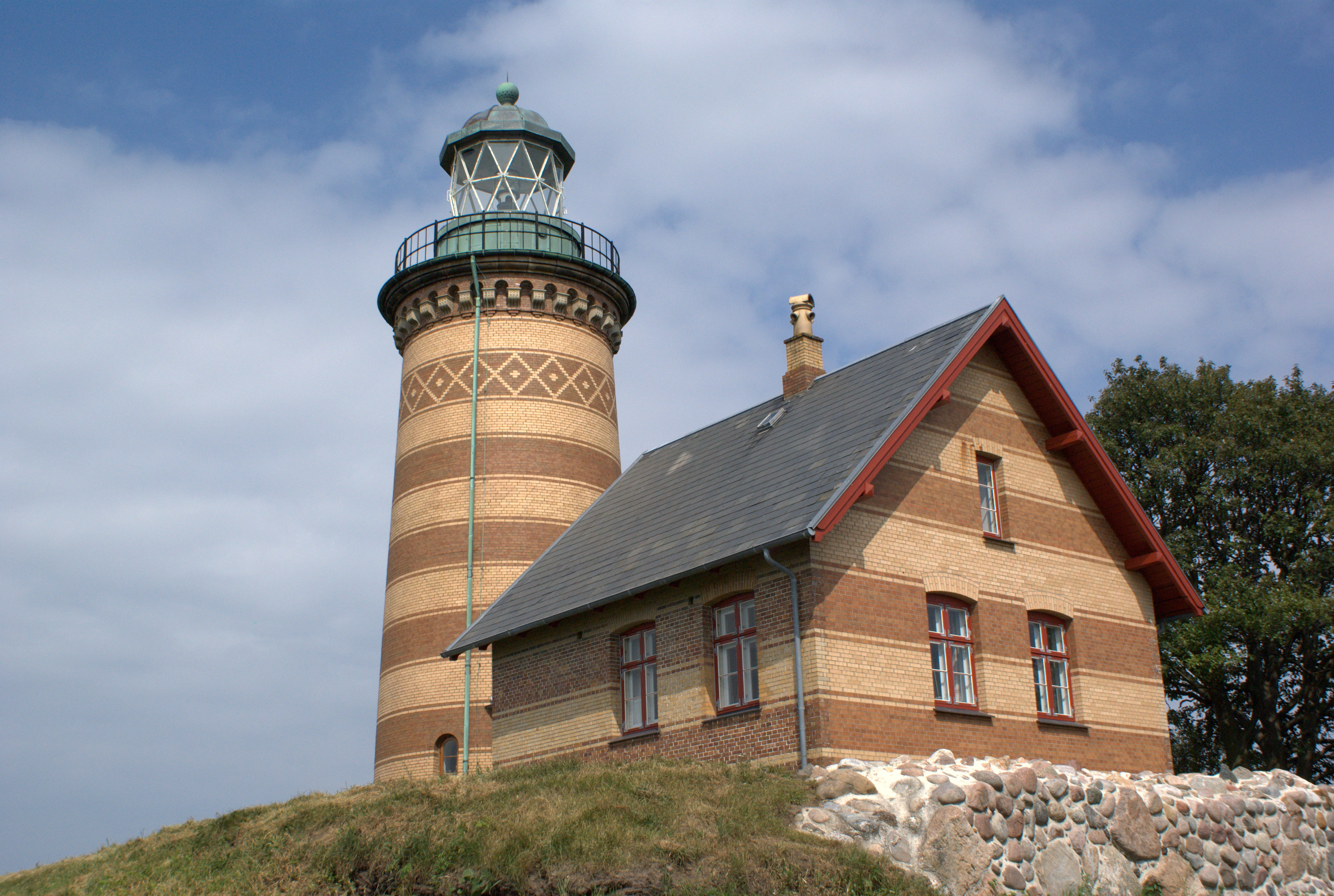
Le phare de Sprogø, en 2011.
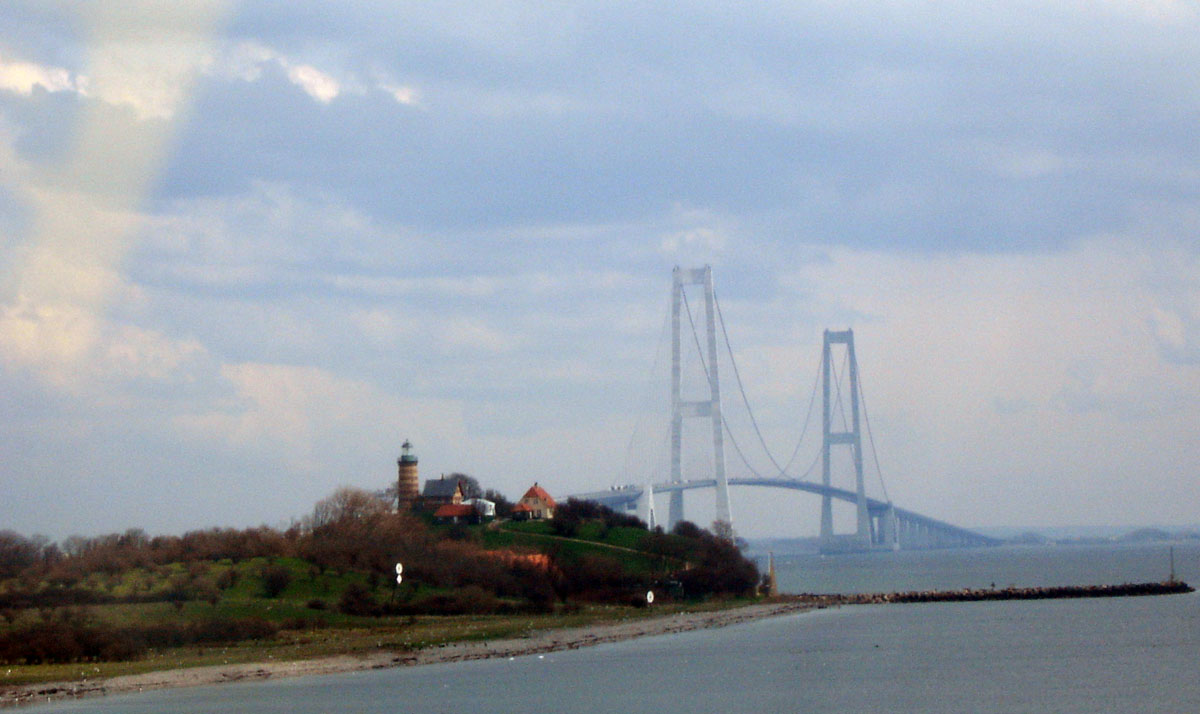
L'île de Sprogø et le pont du Grand Belt.